# Bunny Berigan
Rowland Bernard Berigan, dit Bunny Berigan, est un trompettiste et chanteur de jazz, né le 2 novembre 1908 à Hilbert (Wisconsin) et mort le 2 juin 1942 à New York.

## Biographie
Enfant, Bunny Berigan apprend le violon puis la trompette. Il débute à 13 ans comme trompettiste dans un orchestre local. Dans les années 1920, il joue dans de multiples orchestres dont les « New Orleans Rhythm Kings ». En 1930, il fait une tournée en Europe avec l’orchestre de Hal Camp. Au début des années 1930, on le voit dans les orchestres de Fred Rich, Paul Whiteman (1932-1933), Tommy Dorsey, Glenn Miller et Benny Goodman (1935). En parallèle, il mène une intense carrière de studio, enregistrant en sideman dans des combos et travaillant régulièrement pour la radio. Au printemps 1937, son propre big band swing qui enregistre une centaine de titres pour le label RCA dont I Can’t Get Started (1937), véritable tube à l’époque.
En 1939, il est élu « trompettiste de l’année » par les lecteurs de la revue « Metronome ». Malheureusement, Berigan, s’il est un remarquable trompettiste, est un piètre gestionnaire. Son alcoolisme notoire n’arrange pas les choses et, au printemps 1940, il est contraint de dissoudre son orchestre. Il retourne travailler chez Dorsey pour six mois. En 1941 il monte une petite formation, puis, de nouveau un éphémère big band. Sa santé est très détériorée et il meurt à l'âge de 33 ans en juin 1942. Ses obsèques ont lieu en l'église Saint-Malachie (New York)